# Scopula flava
Scopula flava är en fjärilsart som beskrevs av Kitt 1925. Scopula flava ingår i släktet Scopula och familjen mätare. Inga underarter finns listade.